# Päivärinne skola
Päivärinne skola (finska: Päivärinteen koulu) var en finskspråkig lågstadieskola i Sjundeå i Finland. Skolan låg i byn Västerby i landskapet Nyland mittemot Sjundeå bad. Päivärinne skola grundades som skola år 1919. Den första skolbyggnaden öppnades dock först år 1939, och stängdes sedan år 2018 på grund av problem med inneluften.

## Historia
När Päivärinne skola grundades år 1919 var den en privat finskspråkig skola som fungerade på olika platser utan en stadigvarande lokal. Först ville Sjundeå kommun inte ge bidrag till den finskspråkiga skolan på grund av språkliga meningsskiljaktigheter. Antalet elever var dock växande och kommunen var därför tvungen att ta över skolan år 1932. Då placerades skolan i Åvalla. Antalet finskspråkiga elever växte fortfarande och snart byggde kommunen en egen skolbyggnad åt Päivärinne skola. Skolans träbyggnad byggdes på ett område som förr ägdes av Västerby gård. Denna byggnad färdigställdes år 1939. Senare utvidgades skolan med ny stenbyggnad med nya klassrum och en annan stenbyggnad utgjorde skolans kantin och gymnastiksal.
Verksamheten i Päivärinne skola var för elever i årskurserna 1-6 samt förskoleelever. Skolan hade också ett eget elevhem. Elevhemmet stängdes redan 1965. År 2015 stängdes sedan skolans gamla träbyggnad på grund av inneluftsproblem. I träbyggnadens övervåning fanns förskolan och på den nedre våningen fanns årskurserna 1-2. Senare hittade man också problem med kantinens och den nyare stenbyggnadens inneluft.
Den 10 april 2018 bestämde Sjundeå kommunfullmäktige enhälligt att stänga Päivärinne skola permanent på grund av de svåra luftproblemen. Kommunen sålde därefter skolans byggnader på auktion år 2019.
Skolans sista rektor var Anu Hausen.

## Bilder

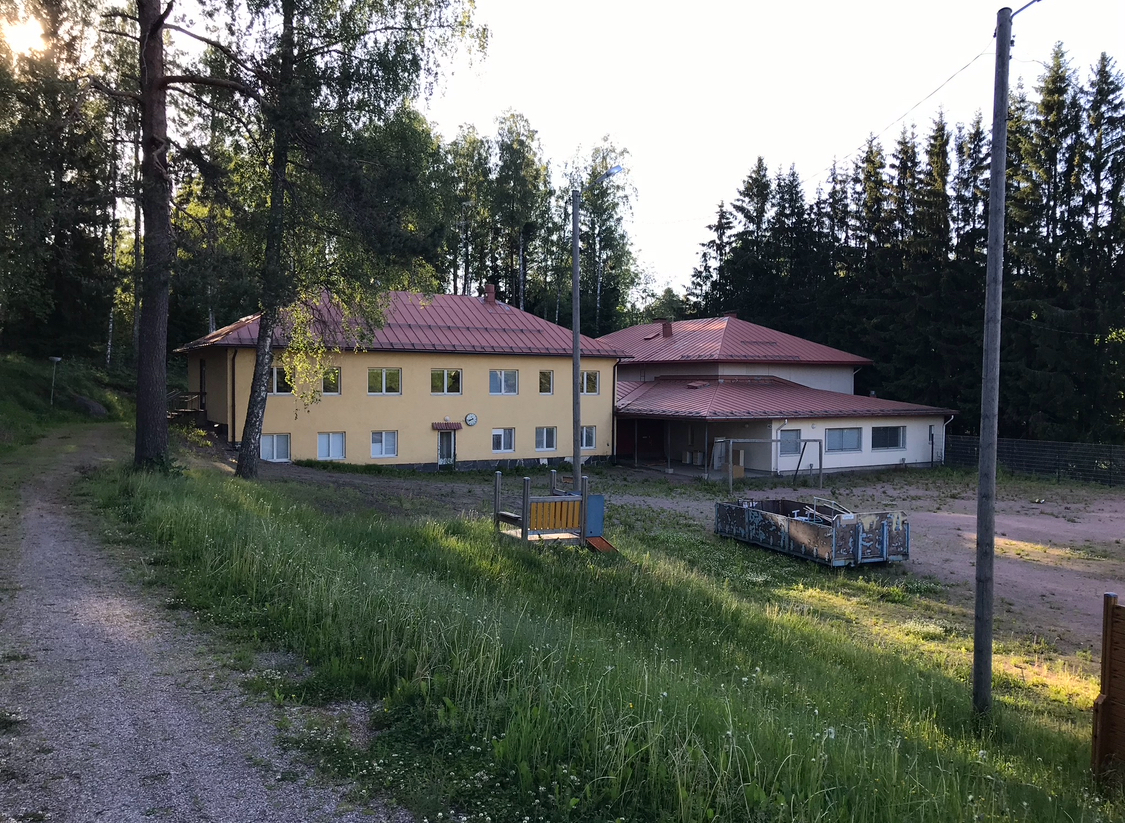
Päivärinne skolas kantin och idrottssal.
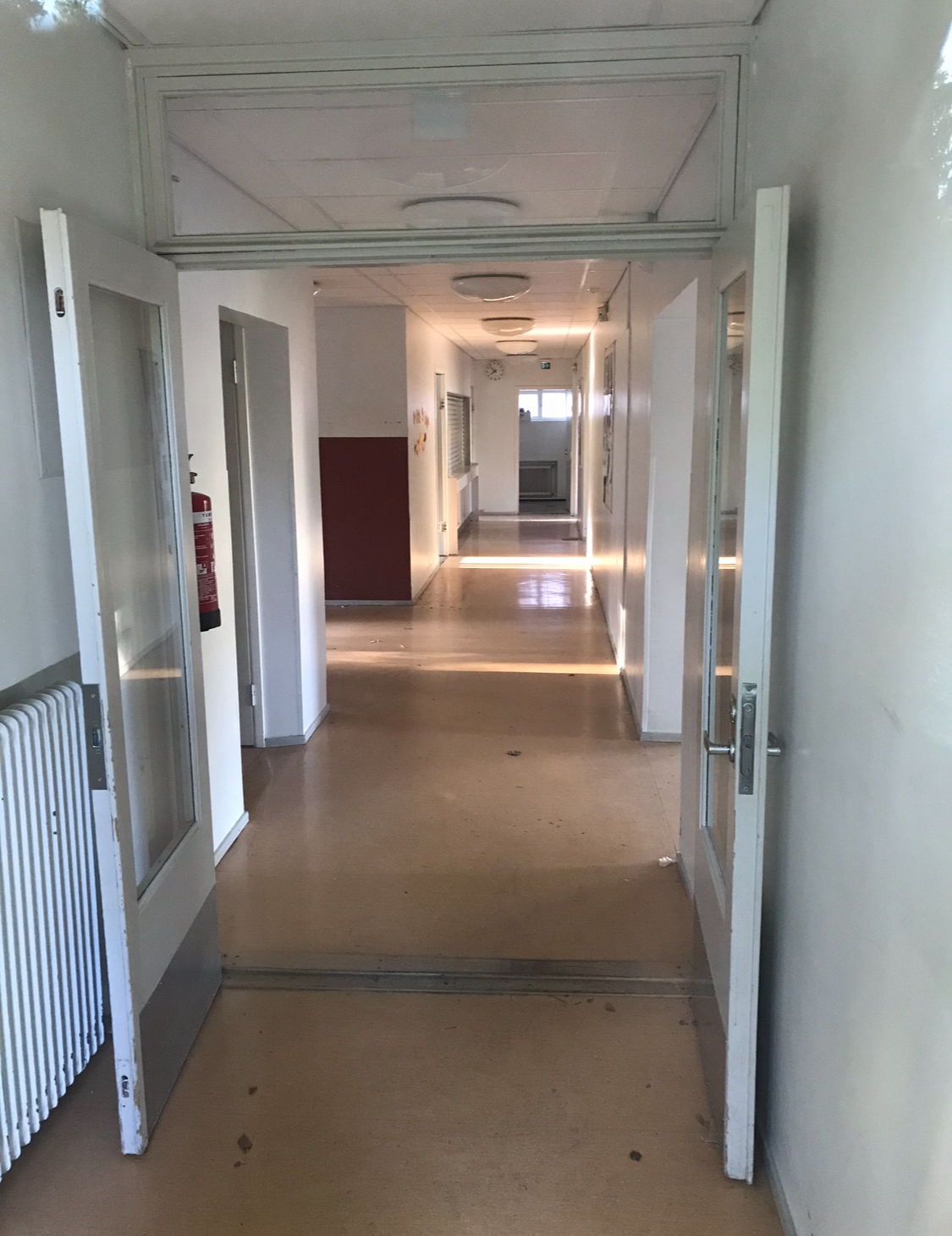
Skolans kantin fanns i över våningen.